# Klaus Ranner
Klaus Ranner (ur. 24 maja 1952 w Augsburgu) – niemiecki prawnik, urzędnik konsularny i dyplomata.

## Życiorys
Absolwent szkoły średniej (1971); odbył służbę wojskową w Bundeswehrze w jednostce wywiadu elektromagnetycznego (1971-1973); studiował prawo na Uniwersytecie w Augsburgu i Uniwersytecie Eberharda Karlsa w Tybindze (1973-1978). Był aplikantem adwokackim w sądzie rejonowym w Hechingen (1978).
W 1980 wstąpił do służby zagranicznej RFN (Auswärtiges Amt) zajmując m.in. stanowiska - urzędnika w departamencie Europy Środkowo-Wschodniej, słuchacza Szkoły Służby Zagranicznej MSZ w Bonn (Akademie Auswärtiger Dienst) (1980-1982), urzędnika w biurze dyrektora politycznego MSZ w Bonn (1982), zastępcy kierownika Wydziału Prawno-Konsularnego Ambasady w Warszawie (1982-1986), rzecznika prasowego ambasady w Buenos Aires (1986-1988), następnie urzędnika w referacie stosunków z Komisją Europejską w wydziale ekonomicznym MSZ, szefa służby ekonomicznej ambasady w Teheranie (1991-1993), zastępcy szefa departamentu polityki wewnętrznej Unii Europejskiej (1983-1986), konsula generalnego w Szczecinie (1996-2000) i w Bombaju (2000-2003), szefa grupy roboczej ds. promocji handlu zagranicznego MSZ w Berlinie (2003-2006) oraz niemieckiego negocjatora ds. gospodarczych w negocjacjach państw grupy E3 z Iranem (2004-2005). Od 2007 pełnił funkcję kierownika w firmie Siemens AG. Potem powrócił do pracy w MSZ gdzie powierzono mu funkcje - konsula generalnego w Miami (2007-2010), w Dubaju (2010-2014), i w Lyonie (2014-2017), skąd przeszedł na emeryturę.